# Club Olympique de Casablanca
El Club Olympique de Casablanca, sovint conegut com a COC Casablanca, fou un antic club de futbol marroquí de la ciutat de Casablanca.

## Història
El club va ser fundat l'any 1904. El 1995, El club continua existint en altres seccions com el rugbi o el tennis.

## Palmarès
- Lliga marroquina de futbol:[1]
  - 1994

- Copa marroquina de futbol:[2]
  - 1983, 1990, 1992

- Recopa aràbiga de futbol:
  - 1992, 1993, 1994